# Anavinemina promuraena
Anavinemina promuraena är en fjärilsart som beskrevs av Frederick H. Rindge 1964. Anavinemina promuraena ingår i släktet Anavinemina och familjen mätare. Inga underarter finns listade i Catalogue of Life.